# 이즈미국

이즈미 국

이즈미국(일본어: 和泉国 이즈미노쿠니[*])은 일본 기나이에 있던 옛 구니이다. 현재의 오사카부의 남서부에 해당한다. 센슈(일본어: 泉州 센슈[*])라고도 한다.

## 연혁
《속일본기》에 의하면, 레이키 2년(716년) 3월 27일, 가와치국에서 이즈미 군(和泉郡)과 히네 군(日根郡)을, 또한 같은 해 4월 13일 오도리 군(大鳥郡)을 떼어내서 이즈미 감(和泉監)을 설치했다.
그 후 덴표 12년(740년) 8월 20일, 이즈미 감을 폐지하고 가와치 국으로 합쳤으나, 덴표호지 원년(757년) 5월 8일, 이즈미 국을 다시 설치했다. 《일본기략》에 따르면 덴초 2년(825년) 3월 30일, 셌쓰 국의 히가시나리, 니시나리, 구다라, 스미요시의 네 군을 이즈미 국에 편입하려 했으나, 지역의 반대에 따라 같은 해 윤7월 21일에 중단하게 되었다.
메이지 4년(1871년)에 셋쓰국과의 경계가 야마토강으로 변경되었다.

## 군
- 오도리군(일본어판)(大鳥郡)
- 이즈미군(일본어판)(和泉郡)(泉郡라고 적기도 함)
- 미나미군(일본어판)(南郡) (13세기 경, 이즈미군에서 분리됨)
- 히네군(일본어판)(日根郡)

## 같이 보기
- 이즈미 (방호순양함)